# Кульков, Александр Сергеевич
Александр Сергеевич Кульков (род. 13 июля 1943, Москва, РСФСР, СССР) — советский баскетболист. Защитник. Заслуженный мастер спорта СССР (1969).

## Биография
Баскетболом начал заниматься в детской спортивной школе СКИФ, где быстро стал одним из сильнейших в юношеской категории. Первый успех пришел в 1961 году, когда занял 3-е место на Спартакиаде школьников СССР.
В 1961−62 гг. выступал за «Буревестник» (Москва), в 1963-73 гг. — за ЦСКА, в 1974 г. — за СКА (Рига).
Окончил ГЦОЛИФК. Заслуженный тренер России.
В 1975-76 гг. — начальник ДСШ по баскетболу в ЦСКА, в 1977-78 гг. — тренер женской команды мастеров ЦСКА, с которым взял Кубок СССР в 1978 году.
В конце 1970-х годов работал в Венгрии, где служил в качестве заместителя начальника спортивного клуба Южной группы войск.
В сезоне 1981/82 — 2-й тренер БК ЦСКА.
В 1982—1987 — помощник главного тренера в женском БК ЦСКА. При его участии клуб стал чемпионом СССР (1983, 1985), обладателем Кубка Ронкетти (1985).
В 1987 вышел в отставку в звании подполковника, работал тренером ДЮСШ ЦСКА.

## Достижения
- Чемпион Европы 1969.
- Чемпион СССР 1963-66, 1969-73 гг., бронзовый призёр 1968 г.
- Победитель III (1963) и V (1971) Спартакиад народов СССР, обладатель Кубка СССР 1972 г.
- Обладатель КЕЧ 1963, 1969, 1971.